# Bakening
Der Vulkan Bakening (russisch Бакенинг; gelegentlich auch Bakenin) ist ein Schichtvulkan und liegt etwas westlich der östlichen Vulkankette der russischen Halbinsel Kamtschatka etwa 100 Kilometer nordnordwestlich von Petropawlowsk-Kamtschatski.
Ein Großteil des Vulkans entstand im Pleistozän. An der Nord- und Nordost-Flanke befinden sich einige dazitische Lavadome, wobei der jüngste (Nowo-Bakening, russisch für „Neu-Bakening“) vor 9.000 bis 10.000 Jahren entstand. Eine hufeisenförmige Einbuchtung an der Südost-Flanke ist das Ergebnis einer Trümmerlawine, welche sich vor 8.000 bis 8.500 Jahren löste und ein Gebiet bis in eine Entfernung von 11 Kilometern im Osten und Süden des Vulkans verschüttete. Zwei Flüsse im Osten und Nordosten wurden aufgestaut und es entstanden zwei Seen. An der Nord- und Südflanke befinden sich mehrere Schlackenkegel.
Einige Ausbrüche des Vulkans lassen sich auf Basis der Tephrochronologie auf folgende Jahre datieren: 7550 ± 500 v. Chr. (Ausstoß von 1,5 ± 0,5 Kubikkilometern Lava), 6550 ± 500 v. Chr. (Ausstoß von 10 Millionen Kubikmetern Tephra), 6300 ± 300 v. Chr., etwa 1550 v. Chr. sowie etwa 550 v. Chr. (Ausstoß von 2 Millionen Kubikmetern Tephra).